# 大金剛 (Game Boy)
《Game Boy 咚奇剛》（又译作，旧译）是一款由任天堂与Pax Softnica合作开发，并由任天堂于1994年在Game Boy上发行的益智平台游戏。游戏内容大致源自1981年的同名街机游戏《咚奇刚》及其续作《咚奇刚Jr.》。
与街机版和红白机版《咚奇刚》相同，玩家将扮演马力欧，从咚奇刚（庫朗奇剛）手中解救出波琳（本作中，两位角色的形象都经过了重新设计）。咚奇刚Jr.也会在部分关卡中客串登场，协助其父阻挠马力欧的行动。
本作是首款支持Super Game Boy强化的Game Boy游戏。游戏在玩法上融合了《咚奇刚》、《咚奇刚Jr.》以及《超级马力欧兄弟USA》的特色。2004年，任天堂在Game Boy Advance平台推出了本作的精神续作《瑪利歐vs.咚奇剛》。

## 反响
| 汇总媒体     | 得分 |
| ------------ | ---- |
| GameRankings | 85%  |

| 媒体           | 得分    |
| -------------- | ------- |
| 电子游戏月刊   | 8.25/10 |
| Nintendo Life  | 9/10    |
| 官方任天堂杂志 | 89%     |

| 媒体       | 奖项               |
| ---------- | ------------------ |
| VideoGames | Best Game Boy Game |